# Dasyhelea dimota
Dasyhelea dimota är en tvåvingeart som beskrevs av Remm 1972. Dasyhelea dimota ingår i släktet Dasyhelea och familjen svidknott. Inga underarter finns listade i Catalogue of Life.